# Giuseppe Lanci
Giuseppe Lanci est un directeur de la photographie italien, né à Rome le 1er mai 1942.

## Biographie
Après des études dans sa ville natale, au Centro sperimentale di cinematografia, Giuseppe Lanci est premier ou deuxième assistant opérateur, ou encore cadreur, sur des films sortis entre 1965 et 1979. Citons Il était une fois dans l'Ouest de Sergio Leone (1968, assistant opérateur) et La Stratégie de l'araignée de Bernardo Bertolucci (1970, cadreur).
Comme chef opérateur, son premier film de fiction sort en 1977, le dernier à ce jour (un court métrage) en 2011. Il collabore à des films italiens, mais aussi à de nombreuses coproductions et à quelques films étrangers, comme Every Time We Say Goodbye de Moshé Mizrahi (1986, film américain avec Tom Hanks et Cristina Marsillach), La Baule-les-Pins de Diane Kurys (1990, film français avec Nathalie Baye et Richard Berry), et Nowhere de Luis Sepúlveda (2002, film italo-argentin avec Oscar Castro).
Parmi les autres réalisateurs avec lesquels il travaille, mentionnons Marco Bellocchio (onze films, dont Le Saut dans le vide (1980, avec Michel Piccoli et Anouk Aimée), les frères Paolo et Vittorio Taviani (sept films, dont Fiorile en 1992, avec Claudio Bigagli), ainsi que Nanni Moretti (quatre films, dont La Chambre du fils en 2001, avec Nanni Moretti et Laura Morante).
Durant sa carrière, Giuseppe Lanci obtient de nombreuses nominations, entre autres au David di Donatello et au Ruban d'argent, catégorie meilleure photographie.

## Filmographie partielle

### Comme assistant opérateur
- 1965 : Les Poings dans les poches (I pugni in tasca) de Marco Bellocchio
- 1965 : Arizona Colt de Michele Lupo
- 1967 : Le Jardin des délices (Il giardino delle delizie) de Silvano Agosti
- 1967 : La Chine est proche (La Cina è vicina) de Marco Bellocchio
- 1968 : La mort a pondu un œuf (La morte ha fatto l'uovo) de Giulio Questi
- 1968 : Il était une fois dans l'Ouest (C'era una volta il West) de Sergio Leone
- 1969 : Disons, un soir à dîner (Metti, una sera a cena) de Giuseppe Patroni Griffi
- 1969 : Porcherie (Porcile) de Pier Paolo Pasolini
- 1972 : Au nom du père (Nel nome del padre) de Marco Bellocchio

### Comme cadreur
- 1970 : Uccidete il vitello grasso e arrostitelo de Salvatore Samperi
- 1970 : La Stratégie de l'araignée (Strategia del ragno) de Bernardo Bertolucci
- 1971 : Un anguilla da trecento milioni de Salvatore Samperi
- 1971 : Quatre Mouches de velours gris (Quatre mosche di velluto grigio) de Dario Argento
- 1972 : Qui l'a vue mourir ? (Chi l'ha vista morire ?) d'Aldo Lado
- 1973 : Une Tosca pas comme les autres (La Tosca) de Luigi Magni
- 1973 : Poussière d'étoiles (Polvere di stelle) d'Alberto Sordi
- 1974 : La nottata de Tonino Cervi
- 1975 : Le Canard à l'orange (L'anatra all'arancia) de Luciano Salce
- 1977 : La Proie de l'autostop (Autostop rosso sangue) de Pasquale Festa Campanile
- 1979 : Voyage avec Anita (Viaggio con Anita) de Mario Monicelli

### Comme directeur de la photographie
- 1980 : Le Saut dans le vide (Salto nel vuoto) de Marco Bellocchio
- 1981 : Piso pisello de Peter Del Monte
- 1982 : Les Yeux, la Bouche (Gli occhi, la bocca) de Marco Bellocchio
- 1982 : Ehrengard d'Emidio Greco
- 1983 : Nostalghia (Ностальгия) d'Andreï Tarkovski
- 1984 : Kaos de Paolo et Vittorio Taviani
- 1984 : Henri IV, le roi fou (Enrico IV) de Marco Bellocchio
- 1985 : Blues metropolitano de Salvatore Piscicelli
- 1986 : Camorra (Un complicato intrigo di donne, vicoli e delitti) de Lina Wertmüller
- 1986 : Le Diable au corps (Il diavolo in corpo) de Marco Bellocchio
- 1986 : La Vénitienne (La venexiana) de Mauro Bolognini
- 1986 : Every Time We Say Goodbye de Moshé Mizrahi
- 1987 : Good Morning, Babylon (Good Morning Babilonia) de Paolo et Vittorio Taviani
- 1988 : Trois Sœurs (Paura e amore) de Margarethe von Trotta
- 1988 : Zoo, l'appel de la nuit (Zoo) de Cristina Comencini
- 1988 : Un amore di donna de Nelo Risi
- 1988 : La Sorcière (La visione del sabba) de Marco Bellocchio
- 1989 : Le Soleil même la nuit (Il sole anche di notte) de Paolo et Vittorio Taviani
- 1989 : Francesco de Liliana Cavani
- 1989 : Palombella rossa de Nanni Moretti
- 1989 : Les P'tits Vélos (Il prete bello) de Carlo Mazzacurati
- 1990 : La Baule-les-Pins de Diane Kurys
- 1990 : Au nom du peuple souverain (In nome del popolo sovrano) de Luigi Magni
- 1991 : Autour du désir (La condanna) de Marco Bellocchio
- 1991 : Johnny Stecchino de Roberto Benigni
- 1991 : La villa del venerdì de Mauro Bolognini
- 1992 : Fiorile de Paolo et Vittorio Taviani
- 1992 : Le amiche del cuore de Michele Placido
- 1993 : Journal intime (Caro diario) de Nanni Moretti
- 1994 : Con gli occhi chiusi de Francesca Archibugi
- 1996 : Les Affinités électives (Le affinità elettive) de Paolo et Vittorio Taviani
- 1996 : Compagne de voyage (Compagna di viaggio) de Peter Del Monte
- 1997 : Le Prince de Hombourg (Il principe di Homburg) de Marco Bellocchio
- 1998 : Aprile de Nanni Moretti
- 1998 : I piccoli maestri de Daniele Luchetti
- 1998 : Kaos II (Tu ridi) de Paolo et Vittorio Taviani
- 1999 : La Nourrice (La balia) de Marco Bellocchio
- 2000 : Terre de feu (Tierra del fuego) de Miguel Littín
- 2001 : La Chambre du fils (La stanza del figlio) de Nanni Moretti
- 2002 : Bimba (Bimba - È clonata una stella) de Sabina Guzzanti
- 2002 : Nowhere de Luis Sepúlveda
- 2004 : Nel mio amore de Susanna Tamaro
- 2004 : Peperoni ripieni e pesci in faccia de Lina Wertmüller
- 2007 : Le Mas des alouettes (La masseria delle allodole) de Paolo et Vittorio Taviani

## Distinctions (sélection)

### Nominations
- David di Donatello du meilleur directeur de la photographie :
  - En 1985, pour Kaos ;
  - En 1991, pour Le Soleil même la nuit et Autour du désir ;
  - En 1993, pour Fiorile ;
  - En 1994, pour Journal intime ;
  - En 1997, pour Le Prince de Hombourg ;
  - Et en 2000, pour La Nourrice.
- Ruban d'argent de la meilleure photographie :
  - En 1986, pour Camorra ;
  - En 1994, pour Fiorile ;
  - En 1997, pour Les Affinités électives ;
  - En 1998, pour Le Prince de Hombourg ;
  - en 1999, pour I piccoli maestri ;
  - En 2000, pour La Nourrice ;
  - Et en 2001, pour La Chambre du fils.
- Grenouille d'or de la meilleure photographie en 1993, au Festival Camerimage.

### Récompense
- 1986, David di Donatello du meilleur directeur de la photographie, pour Camorra.